# Теофіл (митрополит Литовсько-Руський)
Феофіл або Теофіл († бл. 1330) — перший очільник православної Литовсько-Руської митрополії з центром у Новогрудку (Велике князівство Литовське). Його служіння тривало приблизно з 1316 і до 1330 року.

## Біографія
Інформації про походження Теофіла обмаль. Відомо, що він був висвячений на митрополита Константинопольським патріархом, ймовірно, у 1316 або 1317 році. Його резиденцією став Новогрудок, а під його юрисдикцію входили Полоцька та Туровська єпархії. У 1327 та 1329 роках Теофіл відвідував Константинополь, де брав участь у синодах православної церкви. Після його смерті близько 1330 року митрополія була скасована, а православна церква у ВКЛ підпорядкована митрополиту Київському та всієї Русі.

## Діяльність
Теофіл активно підтримував політику великого князя Гедиміна, спрямовану на зміцнення православ'я в державі. Його участь у синодах Константинопольського патріархату свідчить про тісні зв'язки між ВКЛ та Візантією. Після його смерті та скасування митрополії православна церква у ВКЛ втратила автономію, що згодом призвело до спроб відновлення незалежної митрополії, зокрема за часів князя Вітовта.

## Історичний контекст
Після експансії Великого князівства Литовського на території удільних білоруських князівств з метою інтеграції православного населення за ініціативою великого князя Гедиміна була створена Литовська митрополія з центром у Новогрудку (тодішня столиця ВКЛ). Це також було відповіддю на перенесення резиденції митрополита Київського до Владимира-на-Клязмі, що ускладнювало управління православними єпархіями, які опинилися в межах Литви. Скасування митрополії після смерті Теофіла свідчить про складні відносини між ВКЛ, Константинополем та Київською митрополією, осідок якої в той час був у Москві.

## Зауваження
1. ↑  Згідно з сучасним українським правописом